# ESCAPE (今井美樹のアルバム)
『ESCAPE』（エスケイプ）は、2003年8月27日に発表された今井美樹の15作目のオリジナル・アルバム。発売元は東芝EMI。コピーコントロールCD仕様となっている。

## 概要
前作『Pearl』からほぼ1年ぶりとなるオリジナル作品で、″Organic Electronica″ をコンセプトに大人のためのポップスを意識し、新たなアレンジャーとのコラボレーションに挑戦したアルバムとなっている。
先行シングル「ホントの気持ち」のアルバム・バージョンとカップリング曲「ラブソングは止まらない」を収録している。
帯のキャッチ・コピーは「かろやかに、生きてみたいと思いませんか」。
総合プロデュースおよび収録曲すべての作曲は布袋寅泰が担当し、さらに多くの作詞も手掛けている。サウンドプロデュースには福富幸宏（「ホントの気持ち」「SHOWER」「風に吹かれて」）、朝本浩文（「空中庭園」）、鈴木正人（「月光」・「FOREST」）、島健（「THIS IS LOVE」）が参加している。

## 収録曲

### CD
| 全作曲: 布袋寅泰。 |                                   |           |            |                                     |      |
| #                  | タイトル                          | 作詞      | 作曲・編曲 | 編曲                                | 時間 |
| 1.                 | 「ホントの気持ち」(Album Version) | 布袋寅泰  | 布袋寅泰   | 福富幸宏 ストリングス編曲: 窪田晴男 | 5:52 |
| 2.                 | 「空中庭園」                      | 岩里祐穂  | 布袋寅泰   | 朝本浩文                            | 5:21 |
| 3.                 | 「life is beautiful」             | 布袋寅泰  | 布袋寅泰   | 布袋寅泰                            | 4:18 |
| 4.                 | 「ラブソングは止まらない」        | 布袋寅泰  | 布袋寅泰   | 布袋寅泰                            | 5:19 |
| 5.                 | 「SHOWER」                        | 岩里祐穂  | 布袋寅泰   | 福富幸宏 ストリングス編曲: 窪田晴男 | 6:12 |
| 6.                 | 「島へ」                          | 布袋寅泰  | 布袋寅泰   | 布袋寅泰                            | 4:23 |
| 7.                 | 「未来は何処？」                  | 布袋寅泰  | 布袋寅泰   | 布袋寅泰                            | 5:48 |
| 8.                 | 「月光」                          | 岩里祐穂  | 布袋寅泰   | 布袋寅泰                            | 4:13 |
| 9.                 | 「FOREST」                        | 岩里祐穂  | 布袋寅泰   | 鈴木正人                            | 5:26 |
| 10.                | 「風に吹かれて」                  | 今井美樹  | 布袋寅泰   | 福富幸宏                            | 6:03 |
| 11.                | 「THIS IS LOVE」                  | 布袋寅泰  | 布袋寅泰   | 島健                                | 5:17 |
| 合計時間:          | 合計時間:                         | 合計時間: | 合計時間:  | 58:12                               |      |